# 鍋島ラジオ放送所

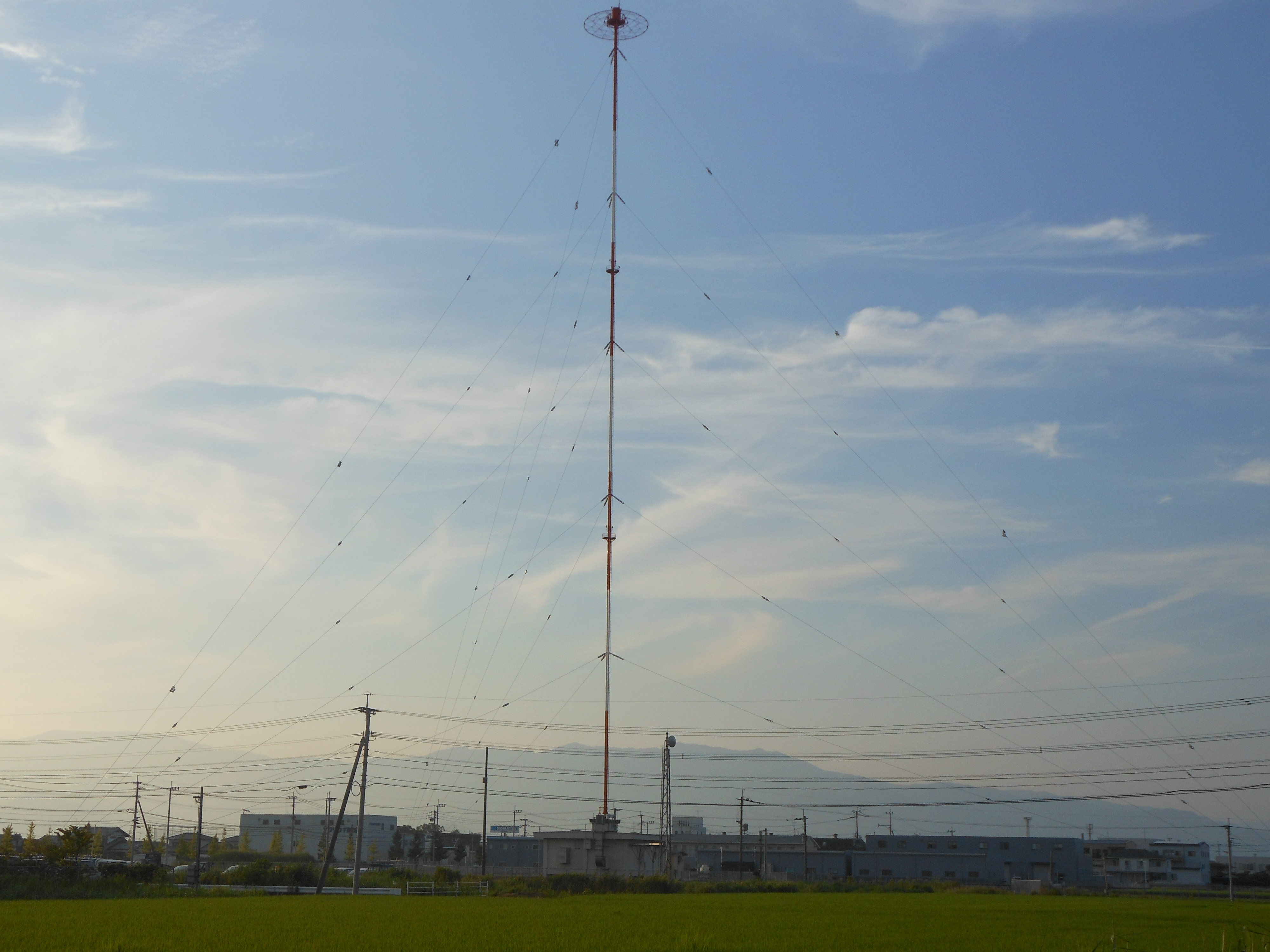
鍋島ラジオ放送所の電波塔

鍋島ラジオ放送所（なべしまラジオほうそうじょ）は、佐賀県佐賀市鍋島町大字八戸にNHK佐賀放送局とNBCラジオ佐賀が送信アンテナを共有している、佐賀県をエリアとする中波ラジオ放送の送信所。

## 概要
- 当初はNHK佐賀放送局が単独で設置。のちNBCラジオ佐賀が局舎から移設。
- アンテナは共有しているが、NBCラジオ佐賀は電源室棟だけ別途設置（送信機はNHK局舎内にある）。
- 送信所統合については、NHK佐賀が以前にラジオ第2放送を取り止めたことからNBCラジオ佐賀の送信機を設置できるスペースがあったこと、それまで送信所を置いていたNBCラジオ佐賀の局舎周囲が宅地化してラジオの電波が近隣住宅に障害を与えていたことが原因となっている。

## 沿革
- 1941年（昭和16年）12月 - NHK熊本中央放送局、臨時ラジオ放送所開設。
- 1951年（昭和26年）6月 - NHK佐賀、ラジオ第2放送開始。
- 1974年（昭和49年）3月20日 - NHK佐賀、熊本第2の大増力によりラジオ第2放送廃止。
- 1992年（平成4年） - NBCラジオ佐賀、送信所を本施設に移設・統合。
- 2024年（令和6年）2月5日 - NBCラジオ佐賀、送信所の運用を休止・停波（FM放送局転換を前提とした実証実験）。

## 送信設備
| 周波数  | 放送局名       | 呼出符号 | 空中線電力 | 放送対象地域   | 備考                                 |
| ------- | -------------- | -------- | ---------- | -------------- | ------------------------------------ |
| 963kHz  | NHK 佐賀第1    | JOSP     | 1kW        | 佐賀県         | -                                    |
| 1458kHz | NBC ラジオ佐賀 | JOUO     | 1kW        | 長崎県・佐賀県 | 1992年 - 2024年2月5日 （運用休止中） |
| 1370kHz | NHK 佐賀第2    | JOSD     | 1kW        | 全国           | 1951年6月1日 - 1974年3月19日（廃止） |

- 所在地： 佐賀県佐賀市鍋島町大字八戸
- NBCラジオ佐賀の正式名称は「長崎放送佐賀ラジオ放送局」。